# Хельмштедтский университет
Хельмштедтский университет (нем. Universität Helmstedt; лат. Academia Julia) — университет (1576—1810) в Хельмштедте, образованный Юлием Брауншвейг-Вольфенбюттельским.

## История
Основанный (15 октября 1576) и названный в честь герцога Юлиуса Брауншвейг-Вольфенбюттельского, первый университет герцогства и первый протестантский университет северной Священной Римской империи быстро стал одним из крупнейших немецких университетов. Герцогству был нужен свой университет для подготовки проповедников лютеранского протестантизма. В 1575 году Юлий получил разрешение императора, чтобы открыть университет в Хельмштедте. Через год в университете начались первые лекции. Представители рода Вольфенбюттелей занимали должность ректоров университета, начиная с 12-летнего сына Юлиуса Генриха. В университете было четыре факультета: теологии, права, медицинский и философский, включающий семь гуманитарных специальностей. В 1592 году был возведён большой аудиторный корпус университета. В конце XVIII века популярность университета снижается в связи с возникновением новых университетов (Гёттингенский университет и др.). Хельмштедтский университет был закрыт в 1810 году по инициативе Иоганна Мюллера, умершего годом ранее.

## Известные профессора и студенты университета

### Известные профессора
- Джордано Бруно — профессор философии
- Георг Каликст — профессор теологии
- Генрих Мейбом — профессор истории
- Лоренц Гейстер — профессор медицины
- Иоганн Пфафф — профессор математики
- Готлоб Бенедикт Ширах — профессор философии
- Юлий Карл Шлегер — профессор греческой и восточной филологии
- Андреас Йозеф Шнауберт — профессор права

### Известные студенты
- Ацидалий Валенс — писатель
- Иоганн Арндт — теолог
- Зет Кальвизий — астроном и композитор
- Иоахим Кампе — писатель
- Давид Каспари — теолог
- Карл Гаусс — математик
- Вильгельм Гезениус — филолог
- Карл Газе — филолог
- Август Гофман — писатель
- Иоганн Якоби — писатель
- Августус Ривинус — физик и ботаник